# Llista d'autopistes dels Països Baixos

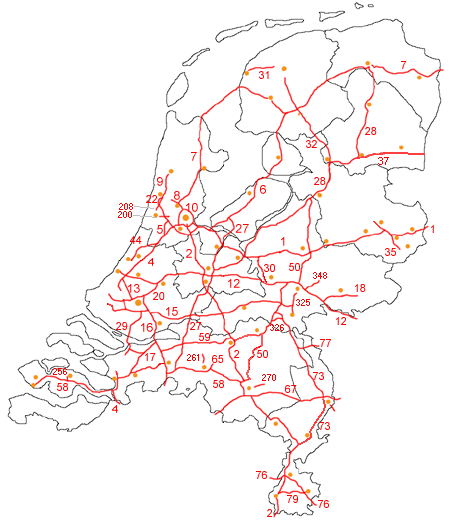

Llista d'autopistes dels Països Baixos pel seu número nacional, llistades amb les ciutats més importants a prop o al seu costat. Els números comencen amb 'A' per 'autosnelweg' (autopista en neerlandès).

## Autopistes per ordre numéric
- A1: Amsterdam - Hilversum - Amersfoort - Apeldoorn - Deventer - Hengelo (Alemanya)
- A2: Amsterdam - Utrecht - 's-Hertogenbosch - Eindhoven - Weert - Geleen - Maastricht (Bèlgica)
- A4: Amsterdam - Schiphol - Leiden - la Haia - Delft
- A4: Vlaardingen - Hoogvliet
- A4: Bergen op Zoom - Anvers
- A5: Hoofddorp - Badhoevedorp
- A6: bifurcació de l'A1 - Almere - Lelystad - Emmeloord - Joure
- A7: Zaanstad - Purmerend - Hoorn - Afsluitdijk - Sneek - Heerenveen - Drachten - Groningen - Hoogezand - Winschoten - Bad Nieuweschans
- A8: Amsterdam - Zaanstad
- A9: bifurcació de l'A2 - Amstelveen - Haarlem - Beverwijk - Alkmaar
- A10: perifèrica d'Amsterdam
- A12: (Alemanya) - Zevenaar - Arnhem - Ede - Utrecht - Gouda - Zoetermeer - la Haia
- A13: la Haia - Rotterdam
- A15: Europort - Rotterdam - Dordrecht - Gorinchem - Tiel - Nimega
- A16: Rotterdam - Dordrecht - Breda - (Bèlgica)
- A17: Moerdijk - Roosendaal
- A18: Zevenaar - Doetinchem - Varsseveld
- A20: Gouda - Rotterdam - Flardingue - Maassluis
- A22: IJmuiden - Beverwijk
- A27: Breda - Gorinchem - Utrecht - Hilversum - Huizen - Almere
- A28: Utrecht - Amersfoort - Harderwijk - Zwolle - Meppel - Hoogeveen - Assen - Groningen
- A29: Rotterdam - Dinteloord
- A30: Barneveld - Ede
- A31: Harlingen - Leeuwarden
- A32: Meppel - Steenwijk - Heerenveen - Akkrum
- A35: Enschede - Hengelo - Almelo
- A37: Hoogeveen - Emmen
- A44: Wassenaar - Leiden - Nieuw-Vennep
- A50: Eindhoven - Oss - Wijchen - Arnhem - Apeldoorn - Zwolle
- A58: Eindhoven - Tilburg - Breda - Roosendaal - Bergen op Zoom - Goes - Middelburg - Flessingue
- A59: Hellegatsplein - Moerdijk - Waalwijk - 's-Hertogenbosch - Oss
- A65: Tilburg - Berkel-Enschot
- A67: (Bèlgica) - Eindhoven - Venlo - (Alemanya)
- A73: bifurcació de l'A50 - Nimègue - Venlo
- A74: bifurcació de l'A67 - Venlo - A73 - (Alemanya)
- A76: (Bèlgica) - Stein - Geleen - Hoensbroek - Heerlen - (Alemanya)
- A77: Boxmeer - (Alemanya)
- A79: Maëstricht - Heerlen
- A200: Zwanenburg-Oost - Haarlem-Oost
- A208: Velsertunnel (A22) - Haarlem
- A256: Goes – raccordement à l'A58
- A261: Tilburg - Loon op Zand
- A270: Eindhoven - Helmond
- A325: Arnhem - Nimega
- A326: Raccordement entre A50 et A73 près de Wijchen
- A348: Arnhem - Dieren